# Golmud
Cette page contient des caractères spéciaux ou non latins. S’ils s’affichent mal (▯, ?, etc.), consultez la page d’aide Unicode.
Golmud (du mongol : ᠭᠤᠤᠯᠮᠤᠳ, VPMC : γooluud, cyrillique : голууд littéralement : arbre rivière, translittéré en chinois : 格尔木市 ; pinyin : gé'ěrmù shì ; et translittéré en tibétain : ན་གོར་མོ, Wylie : Na-gor-mo, THL : Gormo) est une ville-district tibéto-mongole de la province du Qinghai en Chine, établie le 14 juin 1980. Elle est placée sous la juridiction de la préfecture autonome mongole et tibétaine de Haixi.

## Histoire
Dans les temps anciens, cette aire était habitée par les Qiangs.[réf. nécessaire]

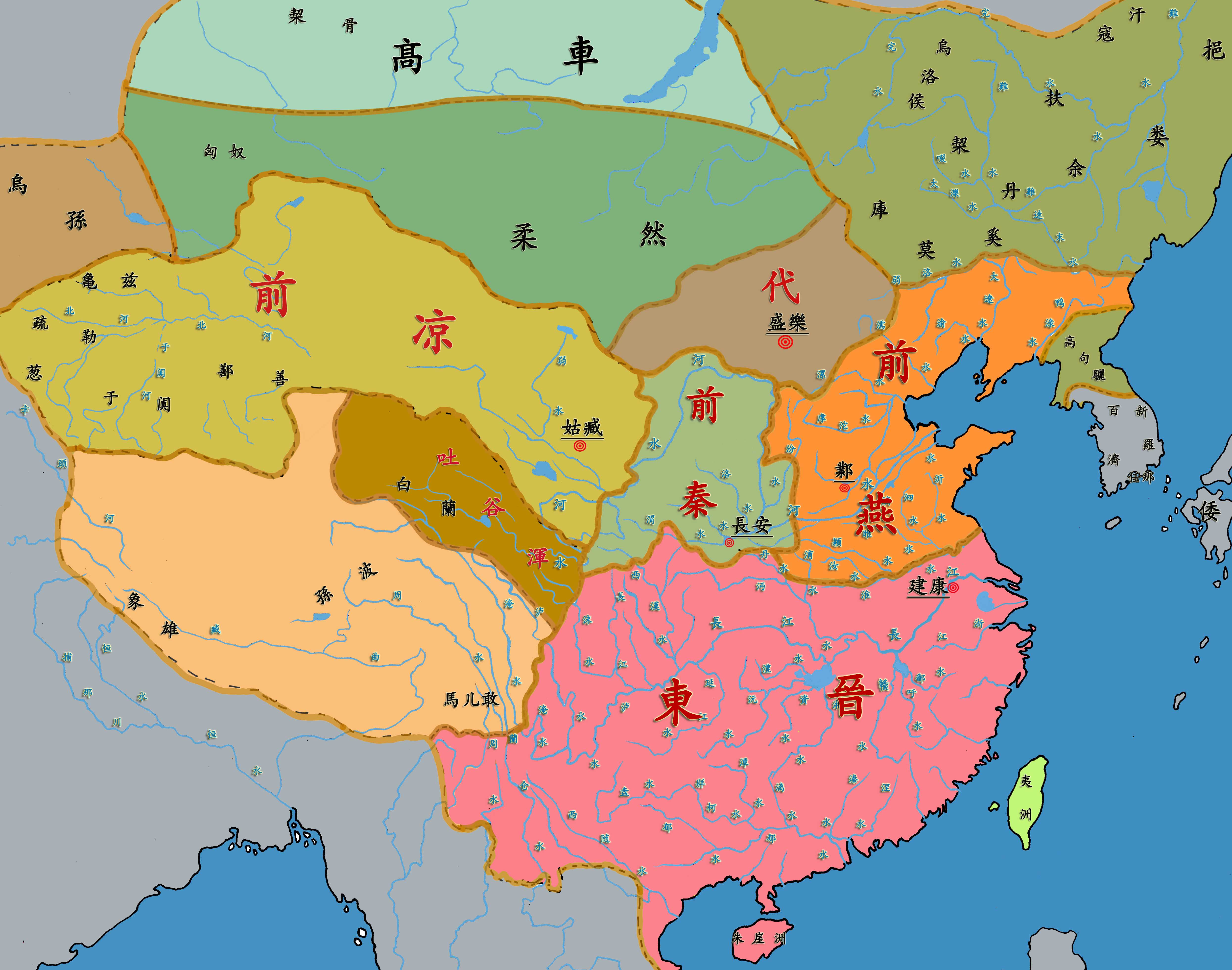
Tuyuhun (吐谷渾) en marron à l'époque des Seize Royaumes (304–439).

Dans les derniers temps de la dynastie des Jin occidentaux (265–316), Des Xianbei (proto-mongols) de la tribu Murong, venus de la péninsule du Liaodong (辽东半岛, Liáodōng bàndǎo) s'établissent à Tuyuhun (pays regroupant la partie Ouest de la province de Qinghai et une partie de la province du Gansu).
En 663, l'Empire du Tibet (629 – 877), sous le gouvernement de Songtsen Gampo, envahit, renverse le Tuyuhun et massacre sa population. Les peuples nomades de Golmud sont alors peu à peu assimilés par les Tibétains[réf. nécessaire].
À la chute de l'Empire du Tibet, pendant l'ère de la fragmentation (IXe siècle — XIe siècle), la région sort du giron du Tibet et est gouvernée par le seigneur tibétain Gusiluo, dans une confédération centrée autour de Zonggecheng, avec une partie du corridor du Hexi, dans l'actuel Gansu. Cette confédération s'allie avec les Khitans, pour contrebalancer la dynastie des Xia occidentaux, tangoutemontant en puissance.

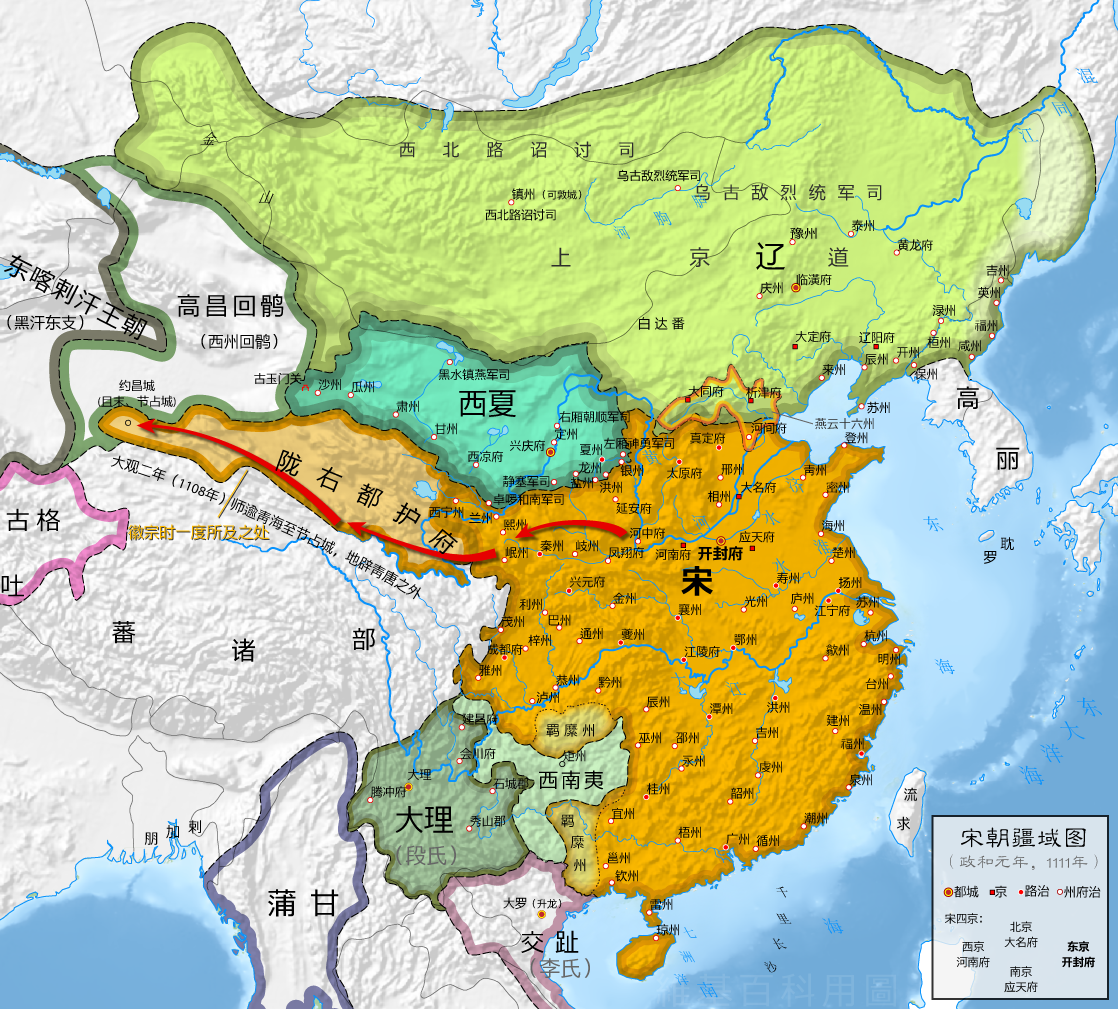
gouvernement de Longyou (陇右都护府) en marron clair

Sous la dynastie Song, la région est intégrée au gouvernement de Longyou (陇右都护府, lǒngyòu dūhù fǔ, dirigeant l'ouest des Monts Liupan, entre 1104 et 1126.
Au milieu du XIIIe siècle, sous l'impulsion des Mongols, la dynastie Yuan, empire sino-mongol, conquiert le plateau du Tibet et contrôle le Qinghai et l'ensemble du Tibet. Togoontomor, dernier empereur Yuan, confère des titres de noblesse à Tamerlan et l'envoie garder le bassin du Qaidam (où se situe Golmud). Ils seront chassés vers le Nord par les Ming, l'Empire mongol se réduit alors à la Dynastie Yuan du Nord.[réf. nécessaire]
À la fin de la dynastie Ming (1368–1644), en 1636, le chef qoshot Güshi Khan (parmi les Oïrats), conquiert le kokonor (terme mongol khokhnuur, traduit en chinois par Qinghai), depuis Ili, dans l'actuel Xinjiang, fief des Dzoungars. Il renverse le roi du Béri et prend le contrôle du Tibet.
Les Qoshots et les Dzoungars ne cessant de se faire la guerre pour le territoire du Tibet et pour placer leurs lamas respectifs, l'empereur de Chine Qing Kangxi intervient pour remettre de l'ordre et place le dalaï-lama comme chef temporel du Tibet à Lhassa le 16 octobre 1720 et chef religieux de l'Empire sino-mandchou,. En 1725, L'empereur Yongzheng de la dynastie Qing (1644–1912) commence à gouverner la région Tibet et de la Mongolie. Il délimite les frontières du Qinghai, alors nomadique, et aide à l'unification des 29 bannières mongoles.[réf. nécessaire]

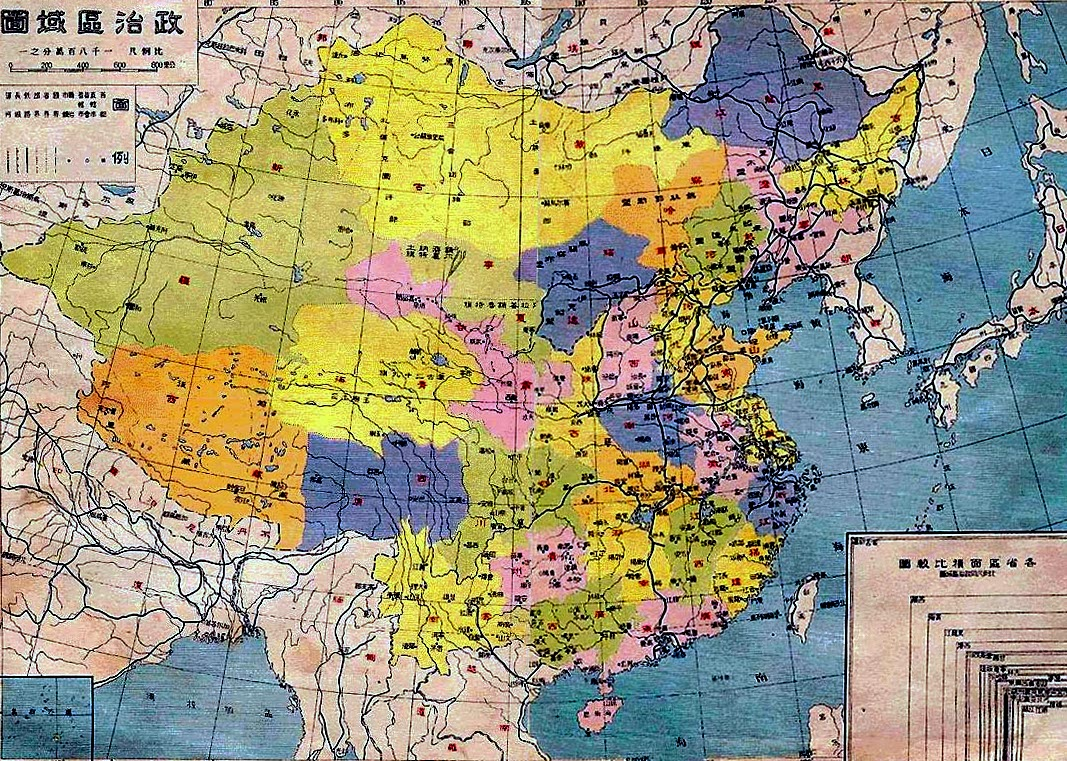
Province du Qinghai, en jaune, au nord Xikang en bleu foncé et nord-est du Xizang (Tibet) en orange, en 1936.

Après l'établissement de la République de Chine, en 1912, le régime des ligues et bannières (盟旗制度, méngqí zhìdù) mongoles continue à s'y exercer, ainsi qu'en Mongolie-Intérieure. En 1946, découpage des divisions administratives nommées Shezhiju (zh) (设治局, shèzhìjú).[réf. nécessaire]
En 1932, Ma Bufang et son armée, au côté du général han, Liu Wenhui défont les armées de Thubten Gyatso, XIIIe dalaï-lama dans la Guerre Qinghai-Tibet, il reprend également plusieurs comtés de la province du Xikang,.
Peu avant l'établissement de la République populaire de Chine, des Kazakhs, en provenance du Xinjiang, arrivent à Golmud.[réf. nécessaire]
En 1949, le parti communiste chinois prend la région, après avoir défait à Xining Ma Bufang, dirigeant militaire du Guomindang pour la région.[réf. nécessaire]
En août 1950, le Kazakh Khalim (哈里木) arrive dans la région de Haixi pour l'émanciper, le parti communiste le nomme représentant de la région.
Le 11 septembre 1953 est fondée la région autonome kazakh d'Aerdunquke (阿尔顿曲克哈萨克族自治区, āěrdùnqūkè hāsàkèzú zìzhìqū) et une commission est établie.
Le 15 juillet 1954 est officiellement fondé le gouvernement populaire de la région autonome kazakh de Haixi Aerdunquke (海西阿尔顿曲克哈萨克族自治区, hǎixī āěrdùnqūkè hāsàkèzú zìzhìqū).
Le 17 novembre 1960, le comité de travail de Guermu est dissous, la municipalité de Guermu est alors créée. Le 27 mars 1966, la municipalité devient le xian de Guermu (ou xian de Golmud), pour finalement devenir ville-district de Guermu le 14 juin 1980.

## Géographie

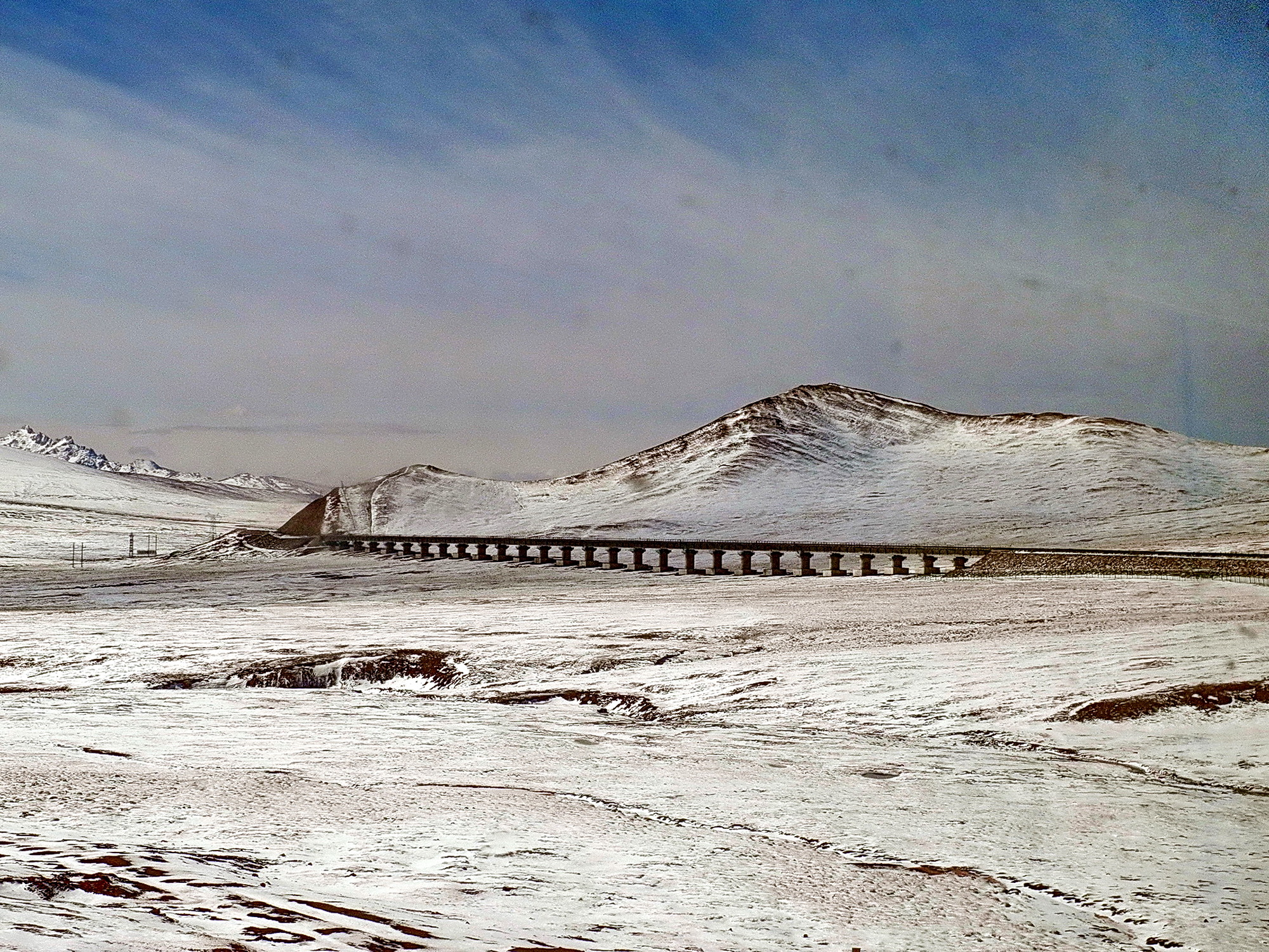
Paysage enneigé de Golmud autour de la ligne ferroviaire Qinghai-Xizang

La région est située dans le bassin du Qaidam, sur la route Xining-Lhassa. Sa superficie est de 123 460 km2.
Le Geladaindong est un sommet s'élevant à 6 621 mètres, dans la chaîne des Monts Tanggula. Ce dernier est à cheval entre Gomud dans le Qinghai, et la préfecture de Nagchu,dans la région autonome du Tibet.

## Exploitation minière
Dans les environs de la ville, des exploitations minières de sel de potasse ont laissé place à un paysage gris métallique et à  une terre désertique.[source insuffisante]

## Énergie
L'énergie solaire est une des principales sources d'énergie de cette région avec 570 MW de panneaux solaires, dont la plupart sont situés dans le désert de Golmud.
Le parc solaire de Golmud de Huanghe Hydropower est une centrale solaire photovoltaïque commencé en 2009. En septembre 2015, le parc atteignait une capacité de 600 MW.
Le parc solaire Golmud Qinqhai produit 20 MW,,.

## Démographie
La population du district était de 90 173 habitants en 1999, et était estimée à 107 000 habitants en 2005.

## Transports
- L'aéroport de Golmud (code AITA GOQ) est relié à Xining par un vol quotidien (Air China)[20].
- La ligne ferroviaire Xining - Golmud, soit 815 km, située dans le Qinghai, a été ouverte au trafic en 1984.
- La ligne ferroviaire Qing-Zang (Qing pour la province du Qinghai, Zang pour Xizang, région occidentale des Zang) ou région autonome du Tibet) a été inaugurée le 1er juillet 2006 par le président Hu Jintao. Longue de 1 142 km, elle relie Golmud (2 800 m d'altitude) et Lhassa (3 650 m), capitale de la région autonome du Tibet.

## Prison
La ville comporte une prison, où sont incarcérés les prisonniers politiques tibétains, comme ce fut le cas pour Ngulchu Rinpoché et Tana Tsethong, des proches de Choekyi Gyaltsen, le 10e panchen-lama, quand il fut emprisonné à la prison de Qincheng à Pékin fin 1964.

## Anecdote
L'écrivain chinois Ma Jian, qui fuyait les risques d'incarcération liés à la campagne de lutte « contre la libéralisation bourgeoise » de Deng Xiaoping, se cacha dans les régions tibétaines et écrivit un poème à la gloire de Golmud dans son livre Chemins de poussière rouge (Éd. de l’Aube, 2005).